# Shohei Ohtani
Shohei Ohtani (japonès: 大谷 翔平)  (Mizusawa, 5 de juliol de 1994) és un llançador i batedor de beisbol japonès. Ha jugat amb els Hokkaido Nippon-Ham Fighters a la Lliga japonesa de beisbol (NPB) i a la Major League Baseball (MLB) amb Los Angeles Angels. Àmpliament aclamat per la seva habilitat tant en el llançament com en el bateig, ha estat comparat amb jugadors com Babe Ruth i Bullet Rogan.

## Trajectòria
Ohtani va ser la primera elecció dels Nippon-Ham Fighters al draft del 2012. Va jugar a la NPB per als Fighters des del 2013 fins al 2017 com a llançador, amb qui va guanyar les Japan Series el 2016. El 2017 va signar amb Los Angeles Angels i va guanyar el premi al millor debutant de l'any de la Lliga Americana de Beisbol el 2018.
Després d'un 2019 i 2020 en què va patir una sèrie de lesions, Ohtani fer una temporada 2021 considerada històrica, ja que es va convertir en el primer jugador de la història de l'MLB amb més de 10 quadrangulars i més de 20 bases robades com a batedor, més de 100 strikeouts i més de 10 pitching appearances com a llançador en una mateixa temporada. A causa de les seves contribucions destacades tant com a llançador com en el joc ofensiu, Ohtani és considerat entre els jugadors més importants de la història del beisbol. Pel seu rendiment va rebre el premi al jugador més valuós de la Lliga Americana el 2021.
El 2023 va completar una altra temporada històrica, convertint-se en el primer jugador de la història de l'MLB amb 10 winning pitcher i 40 quadrangulars en una temporada, i esdevenint el primer jugador japonès que va guanyar un títol de home run de l'MLB, liderant la Lliga Americana amb 44 quadrangulars.
A nivell internacional, Ohtani va ser el capità la selecció del Japó a la Copa del Món de beisbol de 2023, guanyant l'MVP del torneig després de la victòria del seu equip contra la selecció dels Estats Units d'Amèrica. Ohtani va protagonitzar l'strike definitiu que va conduir el Japó a la victòria per 7 a 0.